# Tommy Tuberville

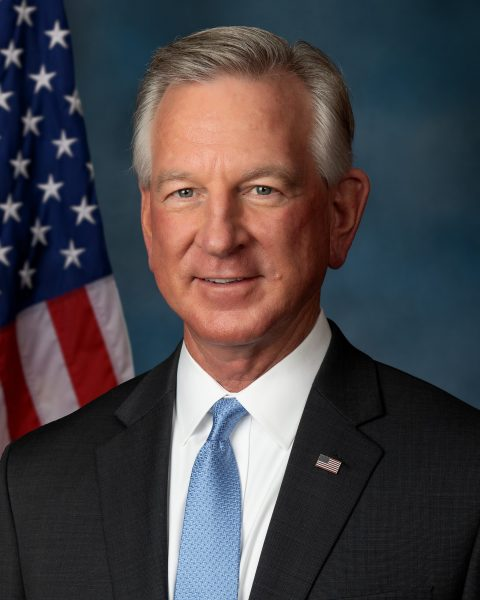
Tommy Tuberville (2021)

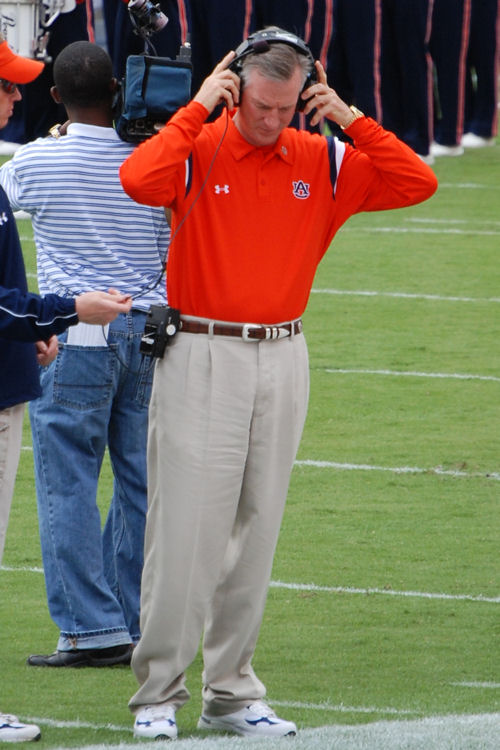
Tommy Tuberville (2007) bei seinem 100. siegreichen Spiel

Thomas Hawley Tuberville (* 18. September 1954 in Camden, Arkansas) ist ein republikanischer US-amerikanischer Politiker und ehemaliger American-Football-Trainer. Tuberville war als Head Coach im Collegebereich unter anderem jahrelang für die Auburn University tätig. Seit Januar 2021 vertritt er den Bundesstaat Alabama im US-Senat.

## Leben
Tommy Tuberville wurde in Camden im US-Bundesstaat Arkansas als Sohn von Charles und Olive Tuberville geboren. Er absolvierte die Harmony Grove High School in Camden im Jahr 1972. Danach besuchte er die Southern Arkansas University, wo er American Football und Golf spielte. Er erhielt einen B.S. Abschluss in Sport an der SAU im Jahr 1976.

### Football-Trainer
Seine erste Anstellung als Headcoach eines College-Football-Teams bekam Tuberville 1994 an der University of Mississippi. 1998 wechselte er an die Auburn University, obwohl er zuvor derartige Ambitionen bestritt. 2010 ging Tuberville an die Texas Tech University. Ende 2012 begann er ein Engagement an der University of Cincinnati. Im Dezember 2016 beendete er seine Karriere als Footballtrainer.

### Politiker
Im April 2019 wechselte Tuberville in die Politik und kündigte an, sich für die Republikanische Partei für den Senatssitz in Alabama zu bewerben und dabei den amtierenden demokratischen Senator Doug Jones herauszufordern. Seine Kandidatur wurde dabei von Sean Spicer, dem ehemaligen Pressesprecher des Weißen Hauses, unterstützt. Am 3. März 2020 gewann Tuberville in der Vorwahl der Republikaner 33,4 % und damit den ersten Platz. Am 31. März sollte er in einer Stichwahl gegen den Zweitplatzierten, Jeff Sessions, antreten, der den Senatssitz bereits von 1997 bis 2017 innehatte. Wegen der COVID-19-Pandemie in den Vereinigten Staaten wurde die Stichwahl, die er gewann, auf den 17. Juli verschoben. Bei der Senatswahl im November 2020 konnte er sich gegen Jones mit 60,1 % zu 39,7 % der abgegebenen Stimmen durchsetzen.
Tuberville ist Abtreibungsgegner, will Obamacare abschaffen und hat Donald Trumps Plan unterstützt, die Grenzmauer zu Mexiko auszubauen. Er will das Haushaltsdefizit durch Kürzungen bei Sozialprogrammen reduzieren und ist erklärter Klimaleugner. In einer Rede nach seiner Wahl zum Senator erklärte Tuberville, sein Vater habe als Soldat im Zweiten Weltkrieg mitgeholfen, Paris vom Sozialismus und Kommunismus zu befreien (tatsächlich war Paris von Juni 1940 bis August 1944 von Wehrmacht-Truppen und Funktionären des NS-Regimes besetzt. Westalliierte Truppen befreiten Paris bei schwachem deutschen Widerstand). Nach dem Sturm von militanten Trump-Anhängern auf das Kapitol in Washington am 6. Januar 2021 war Tuberville einer von acht US-Senatoren, die das Ergebnis der Präsidentschaftswahl weiterhin anzweifelten und bei der Auszählung der Stimmen erfolglos Einspruch einlegten.
Im Februar 2023 kündigte Tuberville an, er werde alle militärischen Beförderungen, die eine Bestätigung durch den Senat erfordern, blockieren, um dagegen zu protestieren, dass das Verteidigungsministerium Soldatinnen Reisen zu Abtreibungskliniken finanziert. Er reagierte damit auf die Entscheidung des Obersten Gerichtshofs vom Juni 2022 in der Rechtssache Dobbs v. Jackson Women’s Health Organization, in der festgestellt wurde, dass die Verfassung kein Recht auf Abtreibung einräumt, woraufhin einige Bundesstaaten Abtreibungen, die nicht indiziert sind, unter Strafe stellten. In den folgenden Monaten verlangsamte Tuberville die Besetzung von Hunderten von militärischen Führungspositionen. Am 11. Juli 2023 blockierte Tuberville die Bestätigung des neuen Kommandanten des Marine Corps Eric M. Smith, so dass das Marine Corps zum ersten Mal seit einem Jahrhundert ohne Führung dastand. Bis Mitte Juli 2023 blockierte Tuberville die Beförderung von 270 Personen, darunter auch die von Lisa Franchetti zur Kommandantin der US Navy. Am 20. September 2023 durchbrach Senatsmehrheitsführer Chuck Schumer diese Blockade, indem er über die Ernennung von Charles Q. Brown Jr. zum Generalstabschef, den Kommandeur des United States Marine Corps und den Stabschef der United States Army einzeln abstimmen ließ. Als Tuberville am 5. Dezember 2023 gegenüber Reportern erklärte, dass er seine Blockade aufgebe, hatten sich die aufgehaltenen Beförderungen auf über 350 höhere Offiziersposten summiert.
Am 10. Mai 2023 strahlte der Radiosender WBHM ein Interview aus, in dem Tuberville gefragt wurde, ob er der Meinung sei, dass weiße Nationalisten in den Streitkräften dienen dürfen sollten. Tuberville sagte, die Regierung Biden „nennt sie so. Ich nenne sie Amerikaner“. Später an diesem Tag veröffentlichten seine Mitarbeiter im Kongress eine Erklärung, in der es hieß, Tuberville sei „skeptisch gegenüber der Vorstellung, dass es weiße Nationalisten im Militär gibt, und nicht, dass er glaubt, dass sie im Militär sein sollten.“ Nach dem Interview erklärte Tubervilles Bruder Charles, er fühle sich „gezwungen, sich von seinem Bruder und dessen ignoranten, hasserfüllten Tiraden“ zu distanzieren, und bezeichnete dessen Kommentare als „abscheuliche Rhetorik“.
Am 27. Mai 2025 kündigte Tuberville an, dass er statt zur Wiederwahl zum Senat 2026 zur Wahl zum Gouverneur von Alabama als Nachfolger von Kay Ivey antrete.